# محمدعلی هادی نجف‌آبادی
محمدعلی هادی نجف‌آبادی روحانی و سیاستمدار ایرانی است. وی در زمان اقامت آیت‌الله خمینی در پاریس ترجمه صحبت‌های او به عربی را بر عهده داشت و پس از انقلاب نماینده دوره اول و دوم مجلس شورای اسلامی از شهر تهران بود و بعدها سفیر ایران در کشورهای عربستان و امارات و معاون کنسولی و پارلمانی وزارت امور خارجه در زمان وزارت کمال خرازی شد. وی ازسال ۱۳۶۱ تا ۱۳۶۳ (در دوره اول مجلس) به عنوان رئیس کمیسیون امور خارجه فعالیت کرد. وی در پرونده بانک سرمایه به جرم فساد مالی محکوم شد

## زندگی سیاسی
هادی در جریان سفر مک‌فارلین مشاور رئیس‌جمهور آمریکا در سال ۱۳۶۵ به ایران همراه با حسن روحانی و فریدون وردی‌نژاد در مذاکرات پنهانی با وی شرکت داشت. اظهارات او در اوایل دهه ۱۳۷۰ در مورد تشبیه ایران و عربستان به دو بال دنیای اسلام انتقادهای زیادی را در محافل سیاسی ایران برانگیخته بود. هادی از حامیان برنامه جامع اقدام مشترک است.